# Cottapistus cottoides
Cottapistus cottoides es un pez de la familia Tetrarogidae, del orden Scorpaeniformes. Esta especie marina fue descrita por primera vez en 1758 por Carlos Linneo.
Puede llegar a alcanzar 9,2 centímetros de longitud. Es una especie demersal de clima tropical, posee una gran cabeza, boca ancha y cuerpo relativamente corto.
Se sumerge hasta los 24 metros de profundidad y habita en la región Indo-Pacífica.

### Lectura recomendada
- Cheung, W. W. L., T. J. Pitcher i D. Pauly, 2005. A fuzzy logic expert system to estimate intrinsic extinction vulnerabilities of marine fishes to fishing. Biol. Conserv. 124:97-111.
- Allen, G. R., 1997. Marine fishes of tropical Australia and south-east Asia. Western Australian Museum, Perth. 1-292.
- Russell, B. C. i W. Houston, 1989. Offshore fishes of the Arafura Sea. Beagle 6(1):69-84. Pàg. 81.
- McCulloch, A. R., 1929. A check-list of the fishes recorded from Australia. Parts I-IV. Mem. Aust. Mus. (1929-30) 5:1-534. Pàg. 440.
- Department of Fisheries Malaysia, 2009. Valid local name of Malaysian marine fishes. Department of Fisheries Malaysia. Ministry of Agriculture and Agro-based Industry. 180 p.